# Читающий лица
Читающий лица (кор. 관상, 觀相, Gwansang) — корейская историческая драма 2013 года режиссёра Хан Джэрима. Действие фильма происходит в XV веке в эпоху королевства Чосон. Главную роль Нэгёна, отпрыска когда-то благородной, но теперь обесчещенной семьи, изучающего физиогномику, сыграл Сон Кан Хо. Нэгён способен «прочитать» по лицу человека его характер, настроение или привычки. Эта способность приводит его в королевский дворец, где ему невольно приходится вовлечься в конфликт между борющимися за власть принцем Седжо и генералом Ким Джонсо.
Читающий лица стал одним из самых кассовых фильмов Кореи в 2013 году; общее количество проданных билетов превысило 9,1 миллионов. В течение первой недели показа фильм собрал более 2,5 миллионов зрителей. Также фильм получил ограниченный показ в ряде кинотеатров США.
Сценарий фильма, автором которого стал Ким Донхёк, получил гран-при конкурса сценаристов, проводившегося Корейским Кинематографическим Советом в 2010 году. Фильм получил шесть премий Большой колокол, среди которых награды за Лучший фильм, Лучшую режиссуру и Лучшую мужскую роль.

## Сюжет
Нэгён обладает способностью «читать» лица людей — определять по лицу человека черты его характера, привычки, настроение. Он — отпрыск благородной семьи, сосланной за предательство в глухую деревню. Ему предоставляется возможность вернуться ко двору короля благодаря кисэн Ёнхон. Практически сразу же при появлении при дворе Нэгёну приходится столкнуться с убийством, и он успешно разоблачает преступника благодаря своему таланту. Король Мунджон замечает героя и просит его остаться и пытаться распознавать по лицам потенциальных предателей. После внезапной смерти короля Нэгёну приходится вовлечься в конфликт и борьбу за власть между принцем Седжо, желающим убить истинного наследника престола, и генералом Ким Джонсо, хранящим верность погибшему монарху.

## В ролях
- Сон Кан Хо — Нэгён
- Ли Джонджэ — Седжо
- Пэк Юнсик[англ.] — Ким Джонсо[англ.]
- Чо Джонсок[англ.] — Пхэнхон, помощник Нэгёна
- Ли Чон Сок — Джинхён, сын Нэгёна
- Ким Хесу — Ёнхон
- Чхэ Санъу[англ.] — Танджон
- Ким Тхэу — король Мунджон

## Критика
В рецензии издания Screen Daily говорится, что фильм Читающий лица стал «убедительным возвращением» режиссёра Хан Джэрима после шестилетней паузы в работе, фильм характеризуется как «славная роскошная историческая драма», которая показывает силу мастерства Хана в работе с множеством различных жанров", в фильме отчётливо виден авторский почерк режиссёра — свободная трактовка жанра и визуальная эстетика; положительно отмечена операторская работа, подбор актёров, дизайн костюмов и музыка к фильму. По мнению рецензента, Сон Кан Хо «идеально подходит для своей роли» и подтверждает своё звание одного из самых востребованных актёров Кореи. Из недостатков фильма названа некоторая затянутость по времени и отсутствие активного развития сюжета в некоторые моменты. В рецензии издания Variety говорится, что Хан Джэрим превращает типичную корейскую драму в философский поиск, в частности, ответа на вопрос, определяет ли человек судьбу или судьба — человека. Здесь же по мнению рецензента игру Сон Кан Хо затмевают Ли Джонджэ и Пэк Юнсик.

## Награды и номинации
| Год  | Награда                                   | Категория                            | Получатель             | Результат |
| ---- | ----------------------------------------- | ------------------------------------ | ---------------------- | --------- |
| 2013 | Большой колокол                           | Лучший фильм                         | Читающий лица          | Победа    |
| 2013 | Большой колокол                           | Лучшая режиссура                     | Хан Джэрим             | Победа    |
| 2013 | Большой колокол                           | Лучшая мужская роль                  | Сон Кан Хо             | Победа    |
| 2013 | Большой колокол                           | Лучшая мужская роль второго плана    | Чо Джонсок             | Победа    |
| 2013 | Большой колокол                           | Лучшие костюмы                       | Сим Хёнсоп             | Победа    |
| 2013 | Большой колокол                           | Popularity Award                     | Ли Джонджэ             | Победа    |
| 2013 | Большой колокол                           | Лучшая мужская роль                  | Ли Джонджэ             | Номинация |
| 2013 | Большой колокол                           | Лучшая мужская роль второго плана    | Пэк Юнсик              | Номинация |
| 2013 | Большой колокол                           | Лучший сценарий                      | Ким Донхёк             | Номинация |
| 2013 | Большой колокол                           | Лучшая операторская работа           | Ко Наксон              | Номинация |
| 2013 | Большой колокол                           | Лучший монтаж                        | Ким Чханджу            | Номинация |
| 2013 | Большой колокол                           | Лучшая работа художника-постановщика | Ли Хаджун              | Номинация |
| 2013 | Большой колокол                           | Лучшее освещение                     | Син Кёнман, Ли Чхоро   | Номинация |
| 2013 | Большой колокол                           | Лучшая музыка к фильму               | Ли Бёнъу               | Номинация |
| 2013 | Большой колокол                           | Лучший грим                          | Квак Тхэён, Хван Хёкён | Номинация |
| 2013 | Большой колокол                           | Лучший звук                          | Им Дэчжи, Чхве Тхэён   | Номинация |
| 2013 | Голубой дракон                            | Лучшая мужская роль второго плана    | Ли Джонджэ             | Победа    |
| 2013 | Голубой дракон                            | Лучший фильм                         | Читающий лица          | Номинация |
| 2013 | Голубой дракон                            | Лучшая режиссура                     | Хан Джэрим             | Номинация |
| 2013 | Голубой дракон                            | Лучшая мужская роль                  | Сон Кан Хо             | Номинация |
| 2013 | Голубой дракон                            | Лучшая мужская роль второго плана    | Чо Джонсок             | Номинация |
| 2013 | Голубой дракон                            | Лучшая женская роль второго плана    | Ким Хесу               | Номинация |
| 2013 | Голубой дракон                            | Лучший сценарий                      | Ким Донхёк             | Номинация |
| 2013 | Голубой дракон                            | Лучшая операторская работа           | Ко Наксон              | Номинация |
| 2013 | Голубой дракон                            | Лучшая работа художника-постановщика | Ли Хачжун              | Номинация |
| 2013 | Голубой дракон                            | Лучшее освещение                     | Син Кёнман, Ли Чхоро   | Номинация |
| 2013 | Korean Association of Film Critics Awards | Лучшая мужская роль                  | Сон Кан Хо             | Победа    |
| 2013 | Korean Association of Film Critics Awards | Лучшая мужская роль второго плана    | Чо Джонсок             | Победа    |
| 2013 | Korean Association of Film Critics Awards | Лучшая музыка к фильму               | Ли Бёнъу               | Победа    |
| 2013 | Korean Association of Film Critics Awards | Награда от CJ CGV                    | Ли Джонджэ             | Победа    |
| 2014 | KOFRA Film Awards                         | Лучшая мужская роль второго плана    | Ли Джонджэ             | Победа    |
| 2014 | Max Movie Awards                          | Лучший постер                        |                        | Победа    |
| 2014 | Max Movie Awards                          | Лучшая женская роль                  | Ким Хесу               | Номинация |
| 2014 | Max Movie Awards                          | Лучшая мужская роль второго плана    | Ли Джонджэ             | Номинация |
| 2014 | Max Movie Awards                          | Лучшая мужская роль второго плана    | Чо Джонсок             | Номинация |
| 2014 | Max Movie Awards                          | Лучшая женская роль второго плана    | Ким Хесу               | Номинация |
| 2014 | Max Movie Awards                          | Лучшее превью к фильму               |                        | Номинация |
| 2014 | Chunsa Film Art Awards                    | Лучшая режиссура                     | Хан Джэрим             | Номинация |
| 2014 | Chunsa Film Art Awards                    | Лучшая мужская роль                  | Ли Джонджэ             | Номинация |
| 2014 | Chunsa Film Art Awards                    | Лучший сценарий                      | Ким Донхёк             | Номинация |
| 2014 | Asian Film Awards                         | Лучшие костюмы                       | Сим Хёнсоп             | Номинация |
| 2014 | Baeksang Arts Awards                      | Лучшая мужская роль второго плана    | Ли Джонджэ             | Победа    |
| 2014 | Baeksang Arts Awards                      | Лучший фильм                         | Читающий лица          | Номинация |
| 2014 | Baeksang Arts Awards                      | Лучшая мужская роль второго плана    | Ким Исон               | Номинация |
| 2014 | Buil Film Awards                          | Лучшая мужская роль второго плана    | Ли Джонджэ             | Номинация |
| 2014 | Buil Film Awards                          | Лучшая работа художника-постановщика | Ли Хаджун              | Номинация |